# Tom Clancy's The Division 2
Tom Clancy's The Division 2 é um jogo eletrônico de RPG de ação multijogador desenvolvido pela Massive Entertainment e publicado pela Ubisoft. A continuação de Tom Clancy's The Division (2016), é ambientada em um futuro próximo em Washington, D.C., após uma pandemia de varíola, e segue um agente da Divisão de Pátria Estratégica, na tentativa de reconstruir a cidade. O jogo foi lançado para Microsoft Windows, PlayStation 4 e Xbox One em 15 de março de 2019.

## Jogabilidade
Jogado a partir de uma perspectiva em terceira pessoa, o jogo é um jogo de tiro em terceira pessoa baseado em capa, com até quatro jogadores podendo completar missões juntos. O jogo se passa em Washington D.C. sete meses depois de seu antecessor, no qual uma guerra civil entre sobreviventes e bandos vilões de saqueadores irrompe. No início do jogo, os jogadores criam seu próprio agente de divisão, personalizando o gênero e a aparência do personagem. No jogo, os jogadores são equipados com diferentes armas de fogo, incluindo rifles de assalto, rifles de precisão e SMGs, e explosivos como granadas para derrotar os inimigos. Essas armas são classificadas em diferentes níveis e raridade. Armas de alta qualidade são difíceis de obter, mas possuem melhores estatísticas de armas e "talentos" que ajudam a melhorar o desempenho dos jogadores. As estatísticas das armas incluem os seguintes 7 domínios: Dano, Rodadas por Minuto, Tamanho da Revista, Precisão, Estabilidade, Tempo de Recarga e Retirada de Dano. Essas armas podem ser ainda mais personalizadas com acessórios diferentes, como miras de ferro e barris. O jogo também apresenta uma variedade de equipamentos e armaduras. Usar equipamento da mesma marca dá aos jogadores um pequeno aumento de desempenho. Conforme os jogadores completam missões, eles ganham loots e pontos de experiência (XP). Com XP suficiente, eles sobem de nível e ganham SHD Tech, uma moeda para desbloquear novas habilidades. Essas habilidades incluem a implantação de torres de armas, escudos e drones de combate, ou o acesso a armas como minas de busca e lançadores de substâncias químicas. Cada habilidade tem mods exclusivos que mudam sua funcionalidade. O jogo também introduz novos tipos de inimigos, incluindo curandeiros e personagens que atiram espuma nos jogadores. Os jogadores podem solicitar backup durante as missões, o que permite que outros jogadores participem de suas sessões. Os jogadores também podem participar de um clã, que pode acomodar no máximo 50 jogadores. As ações de membros individuais de um clã contribuem para o clan XP, que pode ser usado para atualizar o clan para benefícios adicionais de jogabilidade.
Washington D.C. é um mundo aberto para os jogadores explorarem. Os jogadores podem recrutar personagens não jogáveis completando missões e fornecendo suprimentos para diferentes assentamentos. Recrutá-los desbloqueia novos recursos, incluindo projetos, que são buscas que recompensam os jogadores com engrenagens, XP e blueprints para elaboração, que podem ser acessados na base de operação, a Casa Branca. A atualização de assentamentos permite que sua expansão inclua mais facilidades e ofereça aos jogadores benefícios de jogabilidade, como acessar seus equipamentos ou viagens rápidas. Outra maneira de viajar rápido é usar os cofres que os jogadores descobriram. Uma vez descoberto um local seguro, os locais de vários caches de tecnologia SHC serão revelados. Encontrá-los concede aos jogadores pontos de cache de tecnologia SHC, que podem ser usados para desbloquear novas vantagens que melhoram ainda mais o desempenho de combate dos jogadores, além de conceder vantagens como bônus de XP. Os jogadores também podem liberar os pontos de controle dos inimigos e chamar reforços civis para ajudar na batalha, participar de eventos orgânicos, como parar execuções públicas e capturar comboios de recursos, e coletar colecionáveis diferentes, incluindo comms, relíquias e artefatos, e Echoes. Os jogadores também encontram diferentes fornecedores de armas no jogo. Eles podem vender bugigangas, que são itens inúteis que os jogadores coletaram, e equipamentos indesejados para ganhar créditos eletrônicos, a moeda do jogo que pode ser usada para comprar novas armas, criar e redefinir as aparências.
A Divisão 2 possui três Zonas Escuras, cada uma das quais suporta até 12 jogadores. Zonas Negras são áreas nas quais os jogadores derrotam inimigos duros por itens valiosos e raros, embora esses pontos possam ser ganhos por outros jogadores. Ao entrar em uma Dark Zone, os jogadores se tornarão normalizados para garantir que todos os jogadores estejam em igualdade de condições. Os saques não contaminados pertencem aos jogadores uma vez coletados, mas os saques contaminados precisam ser extraídos por um helicóptero e os jogadores precisam defender o ponto de extração dos inimigos da IA e de outros jogadores. Quando um jogador arromba um baú da Zona Negra ou rouba uma cesta de suprimentos da Zona Negra, o jogador e sua equipe se tornam desonestos. Jogadores desonestos podem atacar outros jogadores na mesma sessão para roubar o seu saque e ganhar XP. Assim que eliminam outro jogador, eles se tornam "negados", o que alerta outros jogadores não-desonestos. Se o ladino negado eliminasse mais jogadores, eles se tornariam Manhunt Rogue, no qual os jogadores que matassem o agente desonesto receberiam uma enorme recompensa. O status de Ladino pode ser removido sobrevivendo na Zona Negra por um período de tempo ou acessando os terminais dos Ladrões (para ladrões) e Manhunt (para os ladrões de Manhunt). A Dark Zone tem seu próprio sistema de progressão. O DZ XP, ganho por matar inimigos e ladinos, pode ser usado para desbloquear vantagens e vantagens de jogabilidade, como um temporizador de ladino reduzido.
Os jogadores alcançam o final do jogo quando atingem o nível 30 e terminam a campanha do jogo. O final do jogo é dividido em níveis mundiais, que servem como diferentes capítulos e limites para aumentar ainda mais a dificuldade do jogo. Os níveis são substituídos pelo Gear Score, que é calculado com base nas estatísticas, atributos e talentos de todas as armas e armaduras que os jogadores possuem. No final do jogo, uma nova facção inimiga chamada Black Tusk retoma todos os pontos de controle que os jogadores haviam liberado anteriormente. Os jogadores podem acessar as missões Invadidas, que são os níveis da campanha com inimigos mais difíceis. Ao completar missões Invadidas e ter Gear Score suficiente, os jogadores podem liberar uma fortaleza, o que permitiria aos jogadores desbloquear o próximo nível mundial. Os jogadores também podem encontrar 52 chefes, coletivamente conhecidos como Baralho de 52, pois cada chefe dropa uma carta colecionável para os jogadores colecionarem assim que forem derrotados. Quando os jogadores chegam ao final, eles podem desbloquear mais habilidades, especializando seu personagem em uma classe específica. As três classes são: Sharpshooter, Demolitionist e Survivalist. Cada um deles tem uma arma de assinatura. Por exemplo, um agente Survivalista está equipado com uma besta, com a classe Demolitionist com o lançador de granadas M32A1. No final do jogo, os jogadores podem entrar em Dark Zones Ocupados, onde as armas não são mais normalizadas, fogo amigo é ativado, inimigos de IA se tornam mais difíceis de matar, e os jogadores não serão mais notificados quando outros jogadores se tornarem desonestos. O jogo também conta com ataques, que podem ser completados por até oito jogadores.

## Sinopse

### Configuração
A Divisão 2 é definida após os eventos descritos em The Clancy's Division, em um mundo devastado por Green Poison, uma potente variante de varíola criada e lançada em Nova York por um terrorista ambiental. O Green Poison se tornou uma pandemia, resultando em vítimas e caos em escala global. Enfrentando um iminente colapso social, o governo dos Estados Unidos ativou um contingente de agentes domésticos adormecidos chamado Divisão de Pátria Estratégica (SHD), ou simplesmente "A Divisão", para preservar a ordem e a continuidade do governo. Os agentes da divisão aproveitam a tecnologia avançada e a ampla autonomia para lidar com as ameaças como acharem melhor.
No início da Divisão 2, a maioria do pessoal do governo e militar evacuou Washington D.C., que caiu na ilegalidade. A Casa Branca é controlada por agentes locais da Divisão e por um grupo de socorristas chamados de Força Tarefa Conjunta (Joint Task Force - JTF), trabalhando para proteger os civis e restabelecer a ordem. No entanto, a maior parte de Washington D.C. foi esculpida em territórios controlados por três milícias concorrentes: as Hienas, um grupo frouxo de gangues, criminosos e anarquistas aproveitando o caos para seu próprio divertimento e lucro; os párias, sobreviventes fanáticos de quarentenas severas durante o início da pandemia, procurando vingar-se daqueles que acreditam ser responsáveis por sua prisão e eventual infecção; e os True Sons, um grupo altamente organizado e implacável de insatisfeitos JTF, Forças Armadas dos EUA e amoteiros paramilitares liderados pelo coronel Antwon Ridgeway, que acredita que a segurança só pode ser restaurada através do autoritarismo brutal.
Além disso, o presidente dos Estados Unidos, Andrew Ellis, é considerado desaparecido ou morto em ação desde que o Air Force One caiu perto do Capitólio.

### Enredo
Sete meses após o surto do Green Poison, vários agentes da Divisão estão defendendo um povoado civil de um ataque de bandidos quando a Rede SHD, o sistema que controla sua tecnologia avançada e comunicações em todo o país, de repente se apaga. O Agente do Jogador recebe uma chamada de socorro da Divisão de Washington D.C. quando uma força nova e maior começa a atacar o acordo. A pedido de um colega agente, eles abandonam a batalha para responder à chamada. O agente chega a Washington D.C. para encontrar a divisão e a base local de operações da JTF, a Casa Branca, sob ataque das hienas. Depois de repelir o ataque, o agente é informado por Manny Ortega, o controlador da divisão da cidade. O agente descobre que a maioria da liderança do país está morta ou desaparecida e a cidade é controlada principalmente por três facções hostis: as hienas, os excluídos e os verdadeiros filhos. Ortega instrui o agente a trabalhar com o agente Alani Kelso para ajudar os assentamentos civis, libertar a cidade e restaurar a rede SHD.
Ortega e Kelso descobrem informações de que uma cura para Green Poison pode estar localizada em algum ponto da cidade, e que o presidente Ellis pode ter sobrevivido ao acidente do Air Force One, mas está sendo mantido prisioneiro. Kelso está relutante em desperdiçar tempo e recursos para encontrar Ellis, mas Ortega aponta que sua credencial de segurança pode ser necessária para acessar a cura. O agente finalmente descobre Ellis e resgata-lo da custódia de Hyena. Ellis confirma que antivirais de amplo espectro para curar não apenas o Green Poison, mas todas as infecções virais, existem. No entanto, ele só pode acessá-los com uma maleta especial atualmente mantida na base fortemente fortificada dos Verdadeiros Filhos no Capitólio dos Estados Unidos. Depois que o Agente repara a Rede SHD, reconectando agentes da Divisão em todo o país, Ellis promete restaurar os Estados Unidos, não importando o custo. Com a maré virando contra eles, as Hienas, os Verdadeiros Filhos e os Renegados recuam para suas fortalezas finais. Com a ajuda de milícias civis e da JTF, o agente ataca as fortalezas e elimina a liderança de todas as facções enquanto recupera a maleta de Ellis.
Enquanto o Agente e a Divisão celebram sua vitória, uma nova facção, a empresa militar privada tecnologicamente avançada Black Tusk, invade a cidade. Muitos dos pontos de referência de D.C. são rapidamente tomados e Ellis desaparece de repente com sua pasta, forçando o agente a sair para encontrar Ellis e repelir o Black Tusk. O agente finalmente descobre que Black Tusk forneceu armas para as gangues de DC, Ellis tem trabalhado com as presas negras o tempo todo, e que o antecessor de Ellis, o presidente Mendez, não cometeu suicídio como anteriormente se acreditava, mas foi assassinado por seu próprio serviço secreto detalhe nas ordens de Black Tusk. Graças a Ellis, a Black Tusk obtém a posse dos antivirais de amplo espectro, planejando transportá-los para fora da cidade. O agente consegue invadir a fortaleza de Black Tusk em Tidal Basin, recuperando os antivirais e impedindo um ataque de mísseis contra a Casa Branca, embora a localização de Ellis permaneça desconhecida.

## Desenvolvimento
O jogo foi desenvolvido pela Massive Entertainment. Avaliando o feedback dos jogadores em relação ao primeiro jogo, a Massive Entertainment planejou incluir mais conteúdo de jogo no lançamento e melhorar o final de jogo. O desenvolvimento do jogo no final do jogo foi priorizado pela Massive Entertainment depois de ouvir as reclamações dos jogadores do primeiro jogo. Os desenvolvedores disseram que a principal campanha do jogo levará cerca de 40 horas para ser superada, o dobro do tempo do jogo original.
O jogo foi anunciado em 9 de março de 2018, pela Ubisoft, com a primeira filmagem sendo estreada na Electronic Entertainment Expo 2018 em junho de 2018. Na Expo, a Ubisoft confirmou que o jogo será lançado em 15 de março de 2019 para o Microsoft Windows. , PlayStation 4 e Xbox One. Um beta privado foi lançado antes do lançamento do jogo. A versão beta começou em 7 de fevereiro de 2019 e terminou quatro dias depois, em 11 de fevereiro. Após o lançamento do jogo, três episódios de conteúdo para download, que adicionam novos conteúdos e modos de jogo, serão liberados gratuitamente para todos os jogadores.
Para destacar a Divisão 2 do primeiro jogo da série, a Massive Entertainment e a Ubisoft passaram parte do processo de desenvolvimento revitalizando as armas do jogo com base no feedback dos jogadores. A equipe de desenvolvimento também passou um bom tempo reformulando o sistema de mods do jogo, junto com as especializações de classe. Em uma entrevista, o diretor Mathias Karlson disse que a equipe de desenvolvimento queria que "Washington se sentisse o mais realista possível", e que a precisão arquitetônica, assim como os sons de armas realistas, tiveram um grande papel nisso. Ele disse que a equipe contratou e utilizou um número de consultores militares profissionais para ajudá-los a recriar Washington D.C. e seções-chave do jogo.

## Recepção
A divisão 2 de Tom Clancy recebeu "críticas geralmente favoráveis" dos críticos, de acordo com o agregador de revisão Metacritic.
Destructoid elogiou o jogo por sua jogabilidade apertada e satisfatória, resumindo sua revisão com: "Esforço impressionante com alguns problemas visíveis que o impedem. Não vai surpreender a todos, mas vale a pena seu tempo e dinheiro." Em sua análise de 9/10, a Game Informer escreveu que "Thrilling combat, um ótimo loop de saque e um endgame forte elevam o atirador Tom Clancy a novas alturas".
PC Gamer deu uma pontuação de 82/100, chamando-o de "atirador de saqueador lotado, recompensador e frequentemente emocionante que deveria ter um futuro brilhante". Em sua revisão 4.5 / 5, o GamesRadar + escreveu: "A Divisão 2 é um atirador de tiro extremamente sério, com um loop de jogabilidade que continua dando e um final que o manterá jogando por meses (ou anos) por vir." A GameSpot elogiou o design mundial, sistema de recompensas e variação de inimigos, dando ao jogo um 9/10. IGN deu ao jogo uma classificação de 8,5 / 10. Eles elogiaram a "maravilhosa recreação de Washington, D.C." e ficaram impressionados com os sistemas de gunplay e saque que foram bem pensados e ofereceram a escolha do jogador. Embora o final do jogo fosse considerado "decepcionante", isso era considerado um "problema temporário" e, em geral, o jogo era considerado "um dos lançamentos mais fortes que o gênero já viu".

## Vendas no varejo
A Divisão 2 provou ser o jogo mais vendido do Reino Unido na semana em que foi lançado, apesar de seus números de vendas representarem apenas 20% das vendas da semana de lançamento do jogo original. No Japão, aproximadamente 63.817 unidades físicas para PS4 foram vendidas durante sua semana de lançamento, tornando-se o jogo número um em vendas de qualquer formato. As vendas do jogo em consoles não atenderam às expectativas da Ubisoft, com a Ubisoft citando o aumento da concorrência no gênero como um fator que levou ao desempenho decepcionante do jogo. A Ubisoft acrescentou que as vendas no PC foram semelhantes às do primeiro jogo.